# Kuruvanka, Arsikere
Kuruvanka là một làng thuộc tehsil Arsikere, huyện Hassan, bang Karnataka, Ấn Độ.